# Vlag van Canelones

Vlag van Canelones

De vlag van Canelones bestaat uit een wit veld met negen blauwe strepen, die doen denken aan het eerste paviljoen, en een rode streep die de vlag kruist, gelijk aan de streep die de vlag van Artigas kruist. De vlag is in gebruik vanaf 18 juni 2010.
De Departementale Raad van Canelones heeft vorig jaar een wedstrijd uitgeschreven voor het wijzigen van het wapenschild en het maken van een vlag voor het departement Canelones. Beide symbolen zijn al geselecteerd en goedgekeurd door de Departementale Raad van Canelones en zullen officieel worden gepresenteerd tijdens de prijsuitreiking op 20 juni 2010.
Toen de wedstrijd voor de wijziging van het wapenschild en de creatie van de vlag van Canelones in het eerste deel van 2009 werd uitgeschreven, werd bepaald welke ontwerpen beter bij de bases pasten en het meest representatief waren voor het departement; de vlag werd op 28 april 2010 goedgekeurd door de Departementale Raad van Canelones (resolutie 3450). Het door de jury gekozen wapen werd unaniem goedgekeurd en de Canarische vlag bij meerderheid.
Edgardo Taranco, een inwoner van de stad Santa Lucía, was degene die het ontwerp van de vlaggenwedstrijd voor het departement Canelones won.